# Траншея в'їзна
Траншея в'їзна (рос. траншея въезная, англ. access trench; нім. Transportgraben m) – відкрита гірнича виробка в кар'єрі, призначена для вивезення корисних копалин та розкривних порід. Основні характеристики Т.в.: ширина по нижній основі, похил, глибина, кути укосу бортів. Т.в. може мати горизонтальні і похилі ділянки. За величиною похилу Т.в. поділяють на похилі (похил 0,030-0,100) та круті (0,325-0,466). Перші призначені для залізничного та автомобільного транспорту, другі – для конвеєрів і скіпових підйомників.